# Almunge
Almunge is een plaats in de gemeente Uppsala in het landschap Uppland en de provincie Uppsala län in Zweden. De plaats heeft 691 inwoners (2005) en een oppervlakte van 77 hectare.

## Verkeer en vervoer
Bij de plaats lopen de Länsväg 273 en Länsväg 282.